# Passatge de la plaça Major (Torrefeta)
Passatge de la plaça Major és un pas cobert de Torrefeta, al municipi de Torrefeta i Florejacs (Segarra), inclòs a l'Inventari del Patrimoni Arquitectònic de Catalunya.

## Descripció
Aquest passatge comunica el C/ Major amb la Pl. del Portalet. Està format per dos trams que fan un angle d'uns 40 graus al mig. L'obertura que mira a la Plaça Major neix amb un entaulament simple, mentre que la del C/ Major presenta dues arcades apuntades, l'exterior més gran que l'interior.